# 谭店乡
谭店乡，是中华人民共和国河南省驻马店市西平县下辖的一个乡镇级行政单位。

## 行政区划
谭店乡下辖以下地区：
谭店村、潘庄村、周庄村、周范村、大武庄村、祁庄村、蒋庄村、关桥村、和张村、桂河村和何庄村。